# Gambierovy ostrovy
Gambierovy ostrovy (francouzsky Îles Gambier) je souostroví v jižní části Tichého oceánu, které patří k Francouzské Polynésii. Nachází se asi 1700 kilometrů jihovýchodně od Papeete, mezi Tuamotu a Pitcairnovými ostrovy. Skupina 14 vulkanických ostrůvků má rozlohu 31 km² a žije na ní okolo 1400 obyvatel, převážně Polynésanů. Největším ostrovem je Mangareva, podle níž bývá někdy nazýváno také celé souostroví.
Ostrovy byly osídleny ve 12. století. Pro Evropany je objevil 23. května 1797 anglický kapitán James Wilson, který je pojmenoval podle prvního lorda Admirality Jamese Gambiera. Roku 1834 se zde usadili francouzští misionáři vedení Honoré Lavalem, kteří obrátili obyvatele na křesťanství a vybudovali katedrálu svatého Michaela ve vesnici Rikitea, jež je největším kostelem Polynésie. V roce 1844 přijal místní král Maputeoa francouzský protektorát a roku 1881 se ostrovy staly kolonií Francie. Choroby zavlečené Evropany snížily počet obyvatel ze zhruba pěti tisíc na desetinu, populace začala znovu růst na konci 20. století. V době jaderných testů na nedalekém atolu Mururoa využívala francouzská armáda Gambierovy ostrovy jako logistickou základnu.
Gambierovy ostrovy tvoří jedinou obec v rámci Îles Tuamotu-Gambier, jedné z pěti správních jednotek (subdivisions administratives) Francouzské Polynésie. Největším sídlem je Rikitea na ostrově Mangareva, kde se také nachází nejvyšší hora souostroví Mont Duff, vysoká 441 m. Hlavními hospodářskými aktivitami jsou sběr perel, rybolov a zemědělství. Turistický ruch je rozvinutý méně než v ostatních částech Francouzské Polynésie. Spojení se světem zajišťuje letiště na ostrově Totegegie.

## Ostrovy

### Obydlené
- Mangareva
- Aukena
- Akamaru
- Taravai
- Kamaka

### Neobydlené
- Angakauitai
- Kouaku
- Makaroa
- Manui
- Totegegie
- Vahanga
- Tenararo
- Tenarunga
- Matureivavao

Ke Gambierovým ostrovům bývá obvykle počítán také opodál ležící neobydlený atol Temoe.